# Långstjärtsgökar
Långstjärtsgökar (Cercococcyx) är ett litet släkte med fåglar i familjen gökar inom ordningen gökfåglar som återfinns i Afrika söder om Sahara.
Släktet långstjärtsgökar omfattar tre till fyra arter:
- Mörk långstjärtsgök (C. mechowi)
  - Cercococcyx [m.] lemaireae – urskiljs av BirdLife International som egen art
- Olivgrå långstjärtsgök (C. olivinus)
- Bandad långstjärtsgök (C. montanus)